# 王氏港建
王氏港建（集團）有限公司（港交所：0532）是一家在香港交易所上市的工業公司，成立於1975年，由王華湘創立，現任主席為王忠桐。
王氏港建主要業務則為製造印刷電路板及電子產品所使用之化學品、物料及設備之貿易及經銷，以及為原產品客戶製造電器及電子產品。
除此之外，還經營旅遊業務，王氏港建旅遊（香港旅行社牌照號碼：350655）其中一個例子。
2007年，王氏港建曾出私有化計劃，但最後因股東反對而失敗。

## 王氏港建大廈

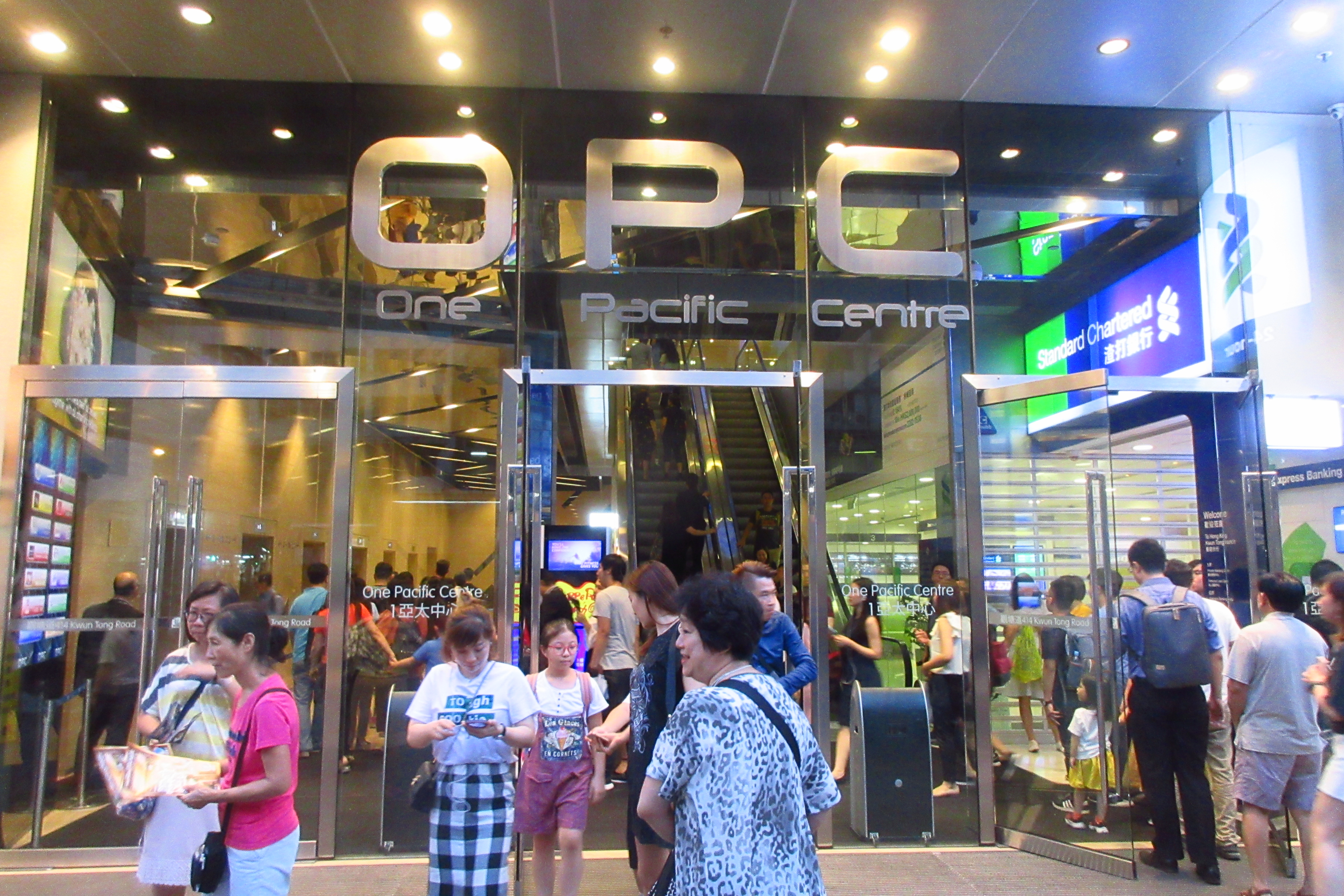
2018年

王氏港建大廈（WKK Building）是昔日王氏港建旗下物業，位於香港九龍觀塘道414號，1982年落成，前名為中南工商中心及星光電訊大廈，2012年重建成1亞太中心（One Pacific Centre），但此物業並非王氏港建持有。

## One Harbour Square
總樓面386,500 平方呎
由新鴻基地產及王氏國際位合作發展
位於香港九龍海濱道181號
王氏國際持有12樓、15樓、17至20樓全層樓面。

## 外部連線
- 王氏港建（集團）有限公司 （页面存档备份，存于）